# Grand Teton
Grand Teton je nejvyšší hora pohoří Teton Range a druhá nejvyšší hora státu Wyoming.
Leží na západě Wyomingu, v centru Národního parku Grand Teton. Grand Teton je součástí Středních Skalnatých hor. Panorama hory náleží k nejvíce obdivovaným ve Spojených státech. Hora je oblíbeným cílem horolezců z celého světa.
K dalším vrcholům v okolí náleží Mount Owen (3 940 m), Middle Teton (3 903 m), South Teton (3 814 m) a Mount Moran (3 842 m).